# クエンカ (エクアドル)
座標: 南緯2度54分 西経79度1分 / 南緯2.900度 西経79.017度
クエンカ（Cuenca）は、エクアドル中南部にある都市。アスアイ県の県都。標高は約2,500mで、アンデス山脈中の谷に位置する。正式名称は、サンタ・アナ・デ・ロス・クアトロ・リオス・デ・クエンカ。丸石で舗装した道路、塔のある教会、大理石や漆喰の建物が植民地時代の雰囲気をかもしだしている。街の歴史的な状態がよく保存されているため、ユネスコの世界遺産に登録された。
2000年現在の人口は41万7632人。

## 歴史
この地にはカニャーリ人による都市グアポンデレグが500年ごろに建てられた。スペイン人が到達する50年ほど前に、カニャーリ人はインカ帝国に征服された。トゥパック・インカ・ユパンキはクスコに匹敵する都市の建設を命じたが、スペイン人に征服されたときはすでに廃墟となっていた。
1557年、スペインの探検家ヒル・ラミレス・ダバロスがクエンカを建設した。都市の建設は、クエンカ出身のペルー副王アンドレス・ウルタド・デ・メンドサに委託されたものである。建設の目的は、この地域の農業と行政の中心地とすることであった。都市計画は、カルロス1世が示したガイドラインに沿っている。
都市の発展はゆっくりとしたもので、建設当初の街並みを保ち続けた。19世紀になって産業が発展し、キニーネと麦わら帽子の生産が盛んになった。隔絶された地域であったため、近代化に脅かされるようになったのは1950年代である。1982年に街並みを保護・復元する計画が作成された。
2013年現在、生活費と税金が安いため、約4千人のアメリカ人の高齢者がこの街へ移住しており、老後を豪勢かつ優雅に過ごしている。

## 気候
| クエンカの気候                                              | クエンカの気候 | クエンカの気候 | クエンカの気候 | クエンカの気候 | クエンカの気候 | クエンカの気候 | クエンカの気候 | クエンカの気候 | クエンカの気候 | クエンカの気候 | クエンカの気候 | クエンカの気候 | クエンカの気候 |
| 月                                                          | 1月            | 2月            | 3月            | 4月            | 5月            | 6月            | 7月            | 8月            | 9月            | 10月           | 11月           | 12月           | 年             |
| ----------------------------------------------------------- | -------------- | -------------- | -------------- | -------------- | -------------- | -------------- | -------------- | -------------- | -------------- | -------------- | -------------- | -------------- | -------------- |
| 最高気温記録 °C （°F）                                      | 26.7 (80.1)    | 26.1 (79)      | 27.2 (81)      | 24.4 (75.9)    | 25.0 (77)      | 25.0 (77)      | 22.8 (73)      | 25.6 (78.1)    | 25.0 (77)      | 27.2 (81)      | 27.2 (81)      | 27.2 (81)      | 27.2 (81)      |
| 平均最高気温 °C （°F）                                      | 20.6 (69.1)    | 21.1 (70)      | 20.6 (69.1)    | 20.6 (69.1)    | 19.4 (66.9)    | 18.9 (66)      | 18.3 (64.9)    | 18.9 (66)      | 20.6 (69.1)    | 21.1 (70)      | 21.7 (71.1)    | 21.7 (71.1)    | 20.3 (68.5)    |
| 日平均気温 °C （°F）                                        | 15.3 (59.5)    | 15.8 (60.4)    | 15.6 (60.1)    | 15.3 (59.5)    | 14.4 (57.9)    | 13.6 (56.5)    | 13.3 (55.9)    | 13.3 (55.9)    | 14.7 (58.5)    | 15.3 (59.5)    | 14.7 (58.5)    | 15.6 (60.1)    | 14.7 (58.5)    |
| 平均最低気温 °C （°F）                                      | 10.0 (50)      | 10.6 (51.1)    | 10.6 (51.1)    | 10.0 (50)      | 9.4 (48.9)     | 8.3 (46.9)     | 8.3 (46.9)     | 7.8 (46)       | 8.9 (48)       | 9.4 (48.9)     | 7.8 (46)       | 9.4 (48.9)     | 9.2 (48.6)     |
| 最低気温記録 °C （°F）                                      | 3.3 (37.9)     | 2.8 (37)       | 3.9 (39)       | 1.1 (34)       | 0.0 (32)       | −0.6 (30.9)    | −1.7 (28.9)    | −1.1 (30)      | 2.2 (36)       | −0.6 (30.9)    | −0.6 (30.9)    | 1.1 (34)       | −1.7 (28.9)    |
| 雨量 mm （inch）                                            | 67 (2.64)      | 85 (3.35)      | 107 (4.21)     | 109 (4.29)     | 77 (3.03)      | 68 (2.68)      | 53 (2.09)      | 47 (1.85)      | 56 (2.2)       | 73 (2.87)      | 69 (2.72)      | 67 (2.64)      | 878 (34.57)    |
| 平均降雨日数 （≥0.1 mm）                                    | 20             | 21             | 22             | 19             | 15             | 11             | 10             | 10             | 12             | 16             | 13             | 10             | 179            |
| 平均月間日照時間                                            | 155            | 113            | 124            | 120            | 155            | 150            | 186            | 186            | 150            | 155            | 150            | 155            | 1,799          |
| 出典1：Sistema de Clasificación Bioclimática Mundial (気温) |                |                |                |                |                |                |                |                |                |                |                |                |                |
| 出典2：Cuenca Climate Guide                                 |                |                |                |                |                |                |                |                |                |                |                |                |                |

## 経済
主な産業は、パナマ帽の製造。1860年パナマ帽の製造が法律で強制された事により普及した。

## 世界遺産
1999年、クエンカの建築物は「サンタ・アナ・デ・ロス・リオス・デ・クエンカ歴史地区」としてユネスコの世界遺産に登録された。典型的な内陸部の植民都市であり、建設当時の都市計画に沿った街並みが400年間保存されていることが評価された。
この世界遺産は世界遺産登録基準のうち、以下の条件を満たし、登録された（以下の基準は世界遺産センター公表の登録基準からの翻訳、引用である）。
- (2) ある期間を通じてまたはある文化圏において、建築、技術、記念碑的芸術、都市計画、景観デザインの発展に関し、人類の価値の重要な交流を示すもの。
- (4) 人類の歴史上重要な時代を例証する建築様式、建築物群、技術の集積または景観の優れた例。
- (5) ある文化（または複数の文化）を代表する伝統的集落、あるいは陸上ないし海上利用の際立った例。もしくは特に不可逆的な変化の中で存続が危ぶまれている人と環境の関わりあいの際立った例。

## 姉妹都市
- コンセプシオン、チリ
- クエンカ、スペイン
- クスコ、ペルー
- ハバナ、キューバ